# Bartolomeo Tromboncino
Bartolomeo Tromboncino, talvolta citato come Trombonzin o Trombecin (Verona, 1470 circa – Venezia?, dopo il 1535), è stato un compositore e musicista italiano.

## Biografia
I dettagli sui primi anni della sua vita sono scarsi. Probabilmente passò la gioventù a Verona, dove il padre Bernardino (detto 'Piffaro') suonava nella banda della città il 'piffaro', del quale sembra che fosse virtuoso. In una lettera indirizzata al doge di Venezia, Bartolomeo si firma inoltre 'Veronese'. 
Nel 1489 fu al servizio di Francesco II Gonzaga, marchese di Mantova; il 10 giugno scrisse infatti a Lorenzo de' Medici scusandosi per non essere andato a Firenze come trombonista, perché era necessaria la sua presenza a Mantova per due feste. Fu apprezzato da nobili, poeti e intellettuali, e viaggiò, anche per brevi periodi, presso le corti e le città del Nord Italia: Vicenza, Casale Monferrato, Milano, Pavia. Ricevette doni e favori da Isabella d'Este, moglie di Francesco Gonzaga e sua protettrice. Alla sua corte fu a servizio come liutista e compositore, ma si trattò di un impiego svolto in condizioni agitate da episodi drammatici. Sebbene Tromboncino fosse favorito da Isabella e da suo marito, fuggì a Venezia nel giugno del 1495, tornando a luglio solo per insistenza del padre. Nel luglio del 1499 uccise la moglie Antonia per averla sorpresa in compagnia dell'amante; apparentemente fu perdonato per questi due reati, poiché è menzionato nei documenti di Mantova per tutto il resto del 1499 e nel 1500, ma fuggì di nuovo da Mantova nel 1501 «senza permesso e per deprecabili ragioni» come si legge in una lettera che Francesco Gonzaga inviò a Verona.
Dal 1505 fu al servizio di Lucrezia Borgia, moglie di Alfonso I d'Este, a Ferrara. Nel 1511 passò a servizio del cardinale Ippolito I d'Este, nella stessa città.
Tromboncino partì da Ferrara nel 1518, quando affittò una casa a Venezia e rifiutò la richiesta di Lucrezia Borgia di tornare a Ferrara. Si ipotizza possa essere stato il padre di Ippolito Tromboncino, anch'egli attivo a Venezia. Tromboncino creò a Venezia una scuola per gentildonne, per insegnare loro liuto e canto, tradizione che fu proseguita da Ippolito. La fama di Tromboncino come cantore al liuto è confermata anche da Pietro Aaron e sopravvisse alla sua morte grazie anche alle sue allieve, che sembra fossero tra le migliori liutiste e cantanti venete ancora per diversi anni: secondo Lorenzetti (1994), furono portate a termine di paragone con Irene di Spilimbergo.
Nel 1530 era ancora a Venezia, e compose musica per la stagione del Carnevale. Nel 1535 scrisse da Vicenza al teorico Giovanni del Lago, accennando a un suo imminente ritorno a Venezia.

## Produzione musicale e influenze

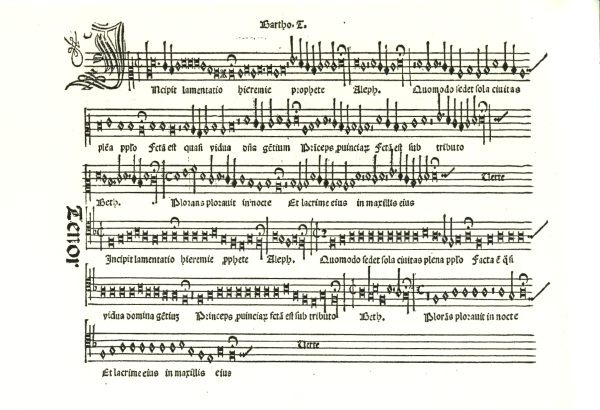
Le Lamentazioni di Geremia di Tromboncino pubblicate da Ottaviano Petrucci 1506

Tromboncino fu il più prolifico compositore di frottole, forma che precedette il madrigale cinquecentesco, ma scrisse anche musica sacra: 17 laude, un mottetto e le famose Lamentazioni di Geremia.
Dal punto di vista stilistico, la sua produzione sacra è scritta secondo la tradizione del primo Cinquecento usando polifonia non imitativa su cantus firmus.
Le sue frottole, costituenti la maggior parte dei suoi lavori, sono molto più varie di quelle di altri famosi compositori come Marchetto Cara, e tendono a essere più polifoniche. Il linguaggio polifonico sarà caratteristico del madrigale, che vedrà la luce prima della morte di Tromboncino (per esempio, con il Primo libro di Madrigali di Philippe Verdelot pubblicato a Venezia nel 1533). La differenza fra le ultime frottole di Tromboncino e i primi madrigali non sta tanto nella musica quanto nella struttura dei versi. Tra le liriche che Tromboncino usò nelle sue frottole spiccano quelle di Francesco Petrarca e il poema di Michelangelo Come haro dunque ardire, che fa parte di una collezione di opere pubblicata nel 1518.

## Opere

### Frottole
Della sua produzione si conoscono circa 170 Frottole (fra cui alcune di dubbia attribuzione).
L'editore Petrucci ne pubblicò 116, così suddivise:
- Nel Libro I (Venezia 1504), 14 brani (dei quali uno attribuibile anche a Filippo de Lurano).
- Nel Libro II (Venezia 1504), 2 brani.
- Nel Libro III (Venezia 1504), 14 brani (dei quali uno attribuibile anche a Marchetto Cara).
- Nel Libro IV (Venezia 1505), 11 brani (dei quali uno attribuibile anche a Andrea Antico da Montona).
- Nel Libro V (Venezia 1505), 15 brani.
- Nel Libro VI (Venezia 1505), 6 brani (dei quali uno attribuibile anche a Francesco d'Ana).
- Nel Libro VII (Venezia 1507), 20 brani.
- Nel Libro VIII (Venezia 1507), 11 brani (dei quali uno attribuibile anche a Marchetto Cara).
- Nel Libro IX (Venezia 1508), 10 brani (dei quali uno attribuibile anche a Marchetto Cara).
- Nel Libro XI (Fossombrone 1514), 13 brani (dei quali uno attribuibile anche a Giacomo Fogliano e un altro a Filippo de Lurano).

### Musica liturgico-spirituale
- Libro I e II Lamentationum Jeremie (Venezia 1506 ed. Ottaviano Petrucci).
- Libro Secondo (Venezia 1508); una laude in Mottetti e Canzone.
- Libro Primo (Roma 1521?); 4 Lamentationes Jeremiae a 4 voci, una Oratio e un mottetto in Lamentationum.